# مگس‌گیر اطلسی
مگس‌گیر اطلسی (نام علمی: Myiagra cyanoleuca) نام یک گونه از سرده مگس‌گیرهای نوک‌پهن است.